# Cortes de Madrid (1789)

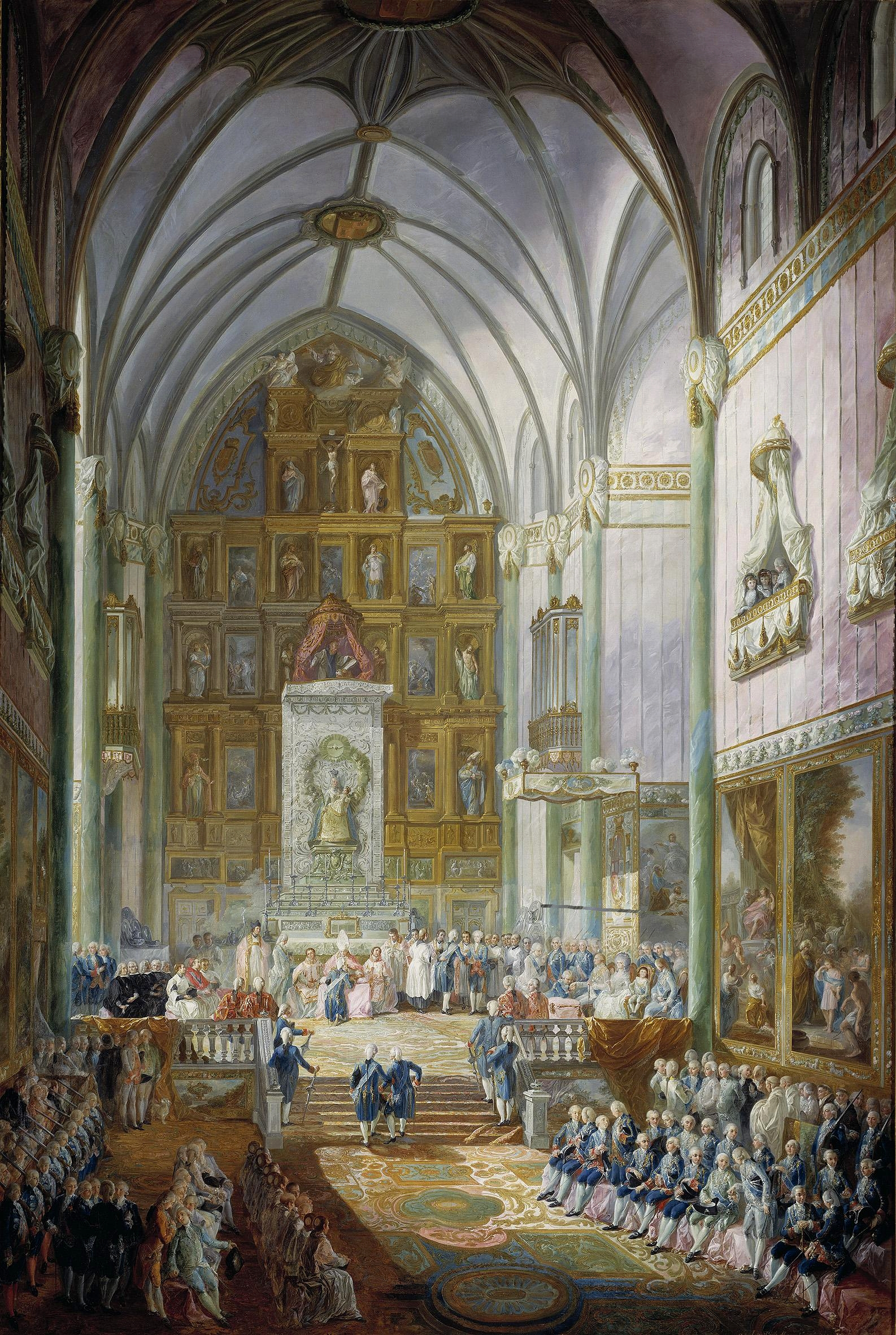
Las Cortes, reunidas en la Iglesia del Real Monasterio de San Jerónimo, Madrid, en 1789, juran su reconocimiento al príncipe de Asturias, futuro Fernando VII. Cuadro de Luis Paret y Alcázar, 1791. Estas Cortes fueron las que aprobaron la Pragmática Sanción de 1789.

Las Cortes de Madrid de 1789 fueron las últimas Cortes de Castilla. 
Fueron convocadas en mayo de 1789 por el recién proclamado Carlos IV tras la muerte de su padre Carlos III para que juraran al heredero al trono, el príncipe Fernando —futuro Fernando VII— y en las que entre otros asuntos se aprobó la Pragmática Sanción de 1789 —aunque no sería promulgada hasta 1830—, que anulaba el Auto Acordado del 10 de mayo de 1713 de Felipe V que, excepto en casos muy extremos, imposibilitaba a las mujeres acceder al trono, por lo que comúnmente es denominada «Ley Sálica» aunque, técnicamente, no lo fuera.
Las Cortes fueron clausuradas precipitadamente el 17 de octubre tras conocerse los sucesos que se habían producido en Francia, en los que los "patriotas" parisinos habían asaltado el Palacio de Versalles y obligado a Luis XVI y a la familia real a trasladarse a París junto con la Asamblea Nacional Constituyente que desde el triunfo de la Revolución Francesa el 14 de julio de 1789 detentaba el poder en la Monarquía.

## Decisiones aprobadas
Seis meses después de haber accedido al trono por la muerte de su padre Carlos III, el nuevo rey Carlos IV convocó el 5 de mayo de 1789 las preceptivas Cortes de Castilla para que juraran como heredero al trono y Príncipe de Asturias a su hijo Fernando, que contaba con cinco años de edad. Como ha señalado el historiador Emilio La Parra López en España esta ceremonia tenía especial significación porque en la Monarquía española, a diferencia de la francesa y la inglesa, no existía la ceremonia de la coronación y consagración del rey, por lo que con esta ceremonia era como se «simbolizaba la continuidad de la dinastía». «Los reyes españoles no eran coronados, ni portaban corona (la corona real sólo aparece en las pinturas como un atributo más del monarca), sino jurados», y esta jura debía ser pública. «Por esta razón se convocaban Cortes y se llamaba a la nobleza y al clero», concluye La Parra López.
Desde principios del siglo XVI, tras la derrota de las Comunidades de Castilla, a las Cortes de Castilla no acudían ni el estamento nobiliario ni el estamento del clero, y sólo estaban representadas las 20 ciudades y villas castellanas con derecho al voto, a las que, desde los decretos de Nueva Planta de Felipe V de 1707-1716, se habían incorporado 17 ciudades y villas de la extinguida Corona de Aragón. La mayoría de los procuradores eran regidores de sus respectivas ciudades, junto con algunos miembro de la pequeña nobleza y sólo diez nobles titulados, procedentes en su mayoría de Castilla la Vieja y el antiguo reino de León.
Las Cortes fueron inauguradas por el rey Carlos IV el 19 de septiembre en el Palacio Real. Estaban presentes los representantes de las 37 ciudades con derecho a voto, más los de Madrid, como sede de la corte. Carlos IV se dirigió a ellos para decirles que además de jurar «al Príncipe D. Fernando, mi muy caro y amado hijo», también tratarían «varios negocios si se propusiesen y pareciese conveniente resolver». Una vez retirado el rey el presidente de las Cortes, el conde de Campomanes, que acababa de ser nombrado Gobernador del Consejo de Castilla, explicitó cuáles eran esos «varios negocios»: la sucesión a la corona, la acumulación de mayorazgos en una sola persona, la mejora de los cultivos y el cercamiento de las propiedades para tener mayor disponibilidad de pastos. Después Campomanes anunció que las sesiones de las Cortes continuarían en el salón de Reinos del palacio del Buen Retiro.
Según el historiador Enrique Giménez López las Cortes se celebraron en un ambiente de gran inquietud por los acontecimientos que se habían producido en Francia desde que se hizo pública la convocatoria: el triunfo el 14 de julio de 1789 de la Revolución Francesa que puso fin al Antiguo Régimen y a la Monarquía Absoluta de Luis XVI, de la dinastía Borbón como Carlos IV.

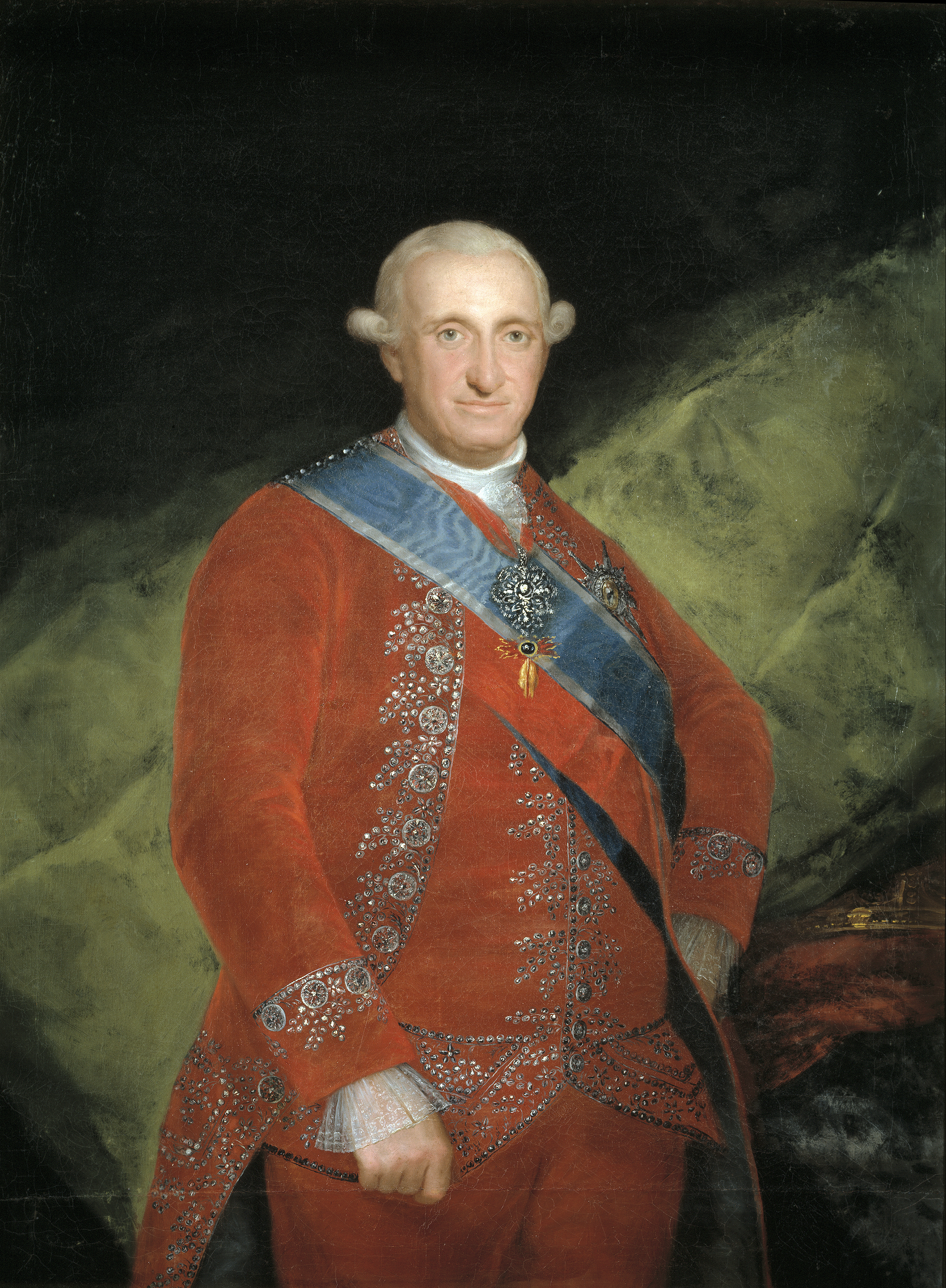
Retrato de Carlos IV por Francisco de Goya, 1789.

### La jura del príncipe don Fernando como heredero al trono
La jura del príncipe D. Fernando se produjo el 23 de septiembre, tras haberse producido dos días antes la solemne entrada de los reyes en Madrid. Tuvo lugar en la iglesia de San Jerónimo a donde acudieron los reyes precedidos por cincuenta y un grandes de España, treinta títulos de Castilla y los diputados a Cortes. Una vez en la iglesia los reyes y el príncipe Fernando se situaron en el lado de la Epístola y en el lado del Evangelio, trece obispos y arzobispos, además del cardenal patriarca de las Indias, Antonio Sentmenat y Cartella, y detrás de ellos los miembros de la Cámara de Castilla. En la nave del templo estaban sentados la nobleza titulada y los procuradores de las Cortes. Los miembros del Gobierno y de los consejos, además de los embajadores extranjeros, estaban ubicados en unas tribunas.
Tras la celebración de una misa de pontifical y el canto del Veni Creator Spiritus tuvo lugar el juramento ante un misal y un crucifijo situados encima de una mesa frente al altar mayor siguiendo el siguiente llamamiento hecho por el servidor de palacio encargado de las ceremonias:

...tendréis realmente y con efecto a todo vuestro leal poder a dicho Serenísimo y esclarecido príncipe D. Fernando por príncipe heredero de estos reinos durante la vida de Su Magestad, y después de ella por vuestro rey y señor natural, y como tal le prestáis la obediencia, reverencia, sujeción y vasallaje que le debéis.

A continuación fueron realizando el juramento los obispos y arzobispos, los miembros de la nobleza y finalmente los diputados en Cortes. Todos tras pronunciar la fórmula del juramento pasaron a besar las manos del rey, de la reina y del príncipe. Para finalizar el secretario de la Cámara de Castilla, Manuel de Aizpun y Redin, preguntó al rey «si aceptaba como Rey y Señor natural de estos reinos y legítimo sucesor de ellos, y en nombre del Serenísimo señor Príncipe D. Fernando su hijo, el juramento y pleito de homenaje y todo lo demás ejecutado en este acto en favor de S.M. y del Serenísimo Príncipe». Tras dar el rey su asentimiento se celebró un tedeum.

### El asunto de la sucesión de la Corona

Ciudades con voto en las Cortes de Madrid de 1789

El asunto principal que trataron las Cortes tras la jura del Príncipe de Asturias fue la cuestión de la sucesión de la Corona, pues Carlos IV quería contar con ellas para derogar el Auto Acordado de 10 de mayo de 1713 de Felipe V y de las Cortes de Castilla de 1712, por el que se sustituía la norma de sucesión tradicional castellana por una nueva ley «casi sálica, que excluía prácticamente a las mujeres de la sucesión y por la que se preferían todos los varones de las líneas de una familia a las hembras de mejor línea y grado».
Según el historiador Enrique Giménez López las razones que llevaron a Carlos IV a plantear la cuestión sucesoria fueron tres:

En primer lugar, la preocupación por la supervivencia de sus descendientes masculinos, una línea todavía insegura. De los seis hijos varones de Carlos IV, cuatro habían muerto en sus primeros años de vida, y sólo sobrevivían Fernando, con sólo cinco años de edad [era el noveno de los 14 descendientes], y Carlos, de año y medio. Otras cuatro hijas eran ya adolescentes y habían superado el momento crítico de la niñez.

En segundo lugar, por razones de política exterior, ya que existía la posibilidad, en el caso de extinguirse la línea de sucesión masculina, de que la infanta Carlota Joaquina, casada con el heredero al trono portugués, uniera ambas coronas.

Por último, por razones jurídicas, ya que el auto acordado de 1713 obligaba a que el heredero fuera nacido y criado en España, condición que no reunía Carlos IV, que había nacido y se había criado en Nápoles, pues si bien había sido jurado como heredero en las Cortes de 1760 sin dificultad alguna, el rey estaba interesado en revocar una ley que podía poner en cuestión, aunque remotamente, la legalidad de su ascenso al trono.

Según el historiador Emilio La Parra López, con el cambio de la ley Carlos IV quería asegurarse de que alguno de sus hijos o hijas le sucediera y que la Corona no pasara a otra rama de la familia Borbón, más concretamente a su hermano Fernando de Borbón, rey de Nápoles, con quien no mantenía muy buenas relaciones. Los primeros cuatro hijos varones habían muerto antes de cumplir los tres años de edad y de los dos que le quedaban, el príncipe Fernando no gozaba de muy buena salud y el infante Carlos solo contaba con año y medio de edad. En cambio las tres hijas nacidas antes que Fernando y Carlos parecía que su supervivencia estaba garantizada: Carlota Joaquina de Borbón, tenía catorce años y estaba casada con el heredero a la Corona de Portugal don Joâo; María Amalia de Borbón, nueve; y María Luisa de Borbón, siete.
Las Cortes aprobaron por unanimidad en la sesión del 30 de septiembre el retorno al orden sucesorio de Las Partidas, pero faltó el último trámite para que la Pragmática tuviera plena validez jurídica: su sanción, promulgación y publicación. Esto se debió a razones de política exterior, según explicó el secretario de Estado y virtual primer ministro, el conde de Floridablanca:

No pareció conveniente indisponerse con ambas Cortes [Francia y Nápoles, donde reinaban sendas ramas de los Borbones] ni acelerar la publicación de un acto que ya está completo en la substancia, aunque reservado

El 7 de octubre el conde de Floridablanca había reunido a los catorce obispos y arzobispos que habían asistido a la jura del Príncipe de Asturias para que ratificaran el acuerdo de las Cortes, lo que hicieron sin presentar ninguna objeción.

### Otros asuntos tratados
Las Cortes también trataron otros asuntos, como se ya se había advertido en el decreto de convocatoria en el que se decía que los procuradores debían acudir «con poderes amplios, para tratar, entender, practicar, conferir, otorgar y concluir por Cortes otros negocios si se propusieren y pareciere conveniente resolver». El primer tema tratado fue la Real Cédula de 15 de junio de 1788, aprobada en los meses finales del reinado de Carlos III, por la que se permitía cercar campos de viñas con arbolado, olivares o huertas con frutales. La Real Cédula fue aprobada casi por unanimidad con la única salvedad de los procuradores de Sevilla y de algunas ciudades catalanas y valencianas que objetaron que la expansión de los cercamientos provocaría falta de pastos y el consiguiente aumento del precio de la carne.
El siguiente asunto fueron dos Reales Decretos de 28 de abril de 1789, que fueron aprobados sin ningún voto discrepante, por los que se prohibía, en el primero, la acumulación de mayorazgos en una única persona para que no «haya vasallos demasiado poderosos» y, en el segundo, se promovía el cultivo de las tierras pertenecientes a un mayorazgo. Mayor oposición suscitó la Real Cédula de 14 de mayo de 1789, también referida a los mayorazgos, por la que se prohibía fundarlos sin la licencia real y por un valor inferior a los 3.000 ducados de renta. Lo que pretendían los reformistas ilustrados Floridablanca y Campones era que se redujeran las tierras vinculadas para que circularan libremente en el mercado, reduciéndose o manteniéndose así el precio de las mismas. Sin embargo, los procuradores, dada su extracción social, se "manifestaron mayoritariamente partidarios de que se permitiesen mayorazgos cortos".

## La clausura
Según el historiador Enrique Giménez López, las Cortes fueron disueltas de forma inesperada por su presidente Campomanes el 17 de octubre a causa del pánico que causó en la corte española la noticia del asalto del palacio de Versalles por los "patriotas" parisinos diez días antes y el traslado forzoso de Luis XVI y la familia real a París. Floridablanca tenía miedo de que las Cortes de Castilla hicieran lo mismo que los Estados Generales franceses y se autoproclamaran Asamblea Nacional -"lo cierto es que en la sesión del 13 de octubre algunos procuradores habían manifestado a Campomanes [presidente de las Cortes] el deseo de dirigir peticiones, en nombre del Reino al monarca"-.
Sin embargo, el historiador Emilio La Parra López al referirse a la clausura de las Cortes no habla de que hubieran sido cerradas precipitadamente, afirma simplemente que «las Cortes se clausuraron el 5 de noviembre en presencia del rey, con todas las ceremonias propias del caso». Y añade a continuación: «Con el ánimo de resaltar la diferencia con lo que en esas fechas sucedía en la Asamblea Francesa, el embajador de Prusia hizo notar que los diputados españoles se arrodillaron con la cabeza descubierta e inclinada cuando el rey apareció para licenciarlos. Nada se salió de los cauces establecidos. En España reinaba el orden tradicional».